# 田島慎二
田島 慎二（たじま しんじ、1989年12月21日 - ）は、愛知県名古屋市天白区出身の元プロ野球選手（投手）、コーチ。右投右打。

## 経歴

### プロ入り前
小学4年生時に少年野球チームドジャースに入団、捕手として野球を始める。中学時は軟式野球の瑞穂ブルーウイングスに所属し、ここでも捕手だった。
中部大学第一高校に進学後も捕手だったが、2年時の秋に先輩の朱大衛らが抜けたことから投手に転向。3年時の夏は、準々決勝まで5試合を計6失点、準決勝で伊藤隼太、堂林翔太を擁する中京大中京高校に1-8で敗れ、甲子園出場経験は無し。
愛知大学野球連盟に加盟する東海学園大学経営学部に進学し、1年時の春からリーグ戦に登板。2年時からエースとなり、春には1季のみではあるが1部リーグを経験。リーグ4位となる防御率2.21を記録するも、2部降格となった。4年時の春は、開幕戦の愛知産業大学戦で2安打完封勝利を挙げ10奪三振、その後右肩痛を発症し戦線離脱、秋にリリーフとして復帰する。
2011年10月27日、プロ野球ドラフト会議で中日ドラゴンズから3位指名を受け入団。背番号は45。東海学園大学出身のプロ野球選手は田島が初となった。

### 中日時代
2012年4月14日の阪神タイガース戦に2番手で登板し、プロ初勝利。オールスターで榎田大樹の出場辞退による補充選手として、初めて選出された。ルーキーイヤーは、防御率1.15、30ホールドと大活躍を見せた。クライマックスシリーズでも浅尾拓也、山井大介とともにリリーフ登板。11月22日、同学年の女性と結婚した。
2013年のシーズン終了後に、背番号を12に変更。
2014年、7月5日の対読売ジャイアンツ戦（東京ドーム）でNPBタイ記録の1イニング3連続死球を与えてしまった。なお、後続は断ち無失点。
2015年は64試合に登板し、9セーブ15ホールドを記録。11月30日の選手納会で、翌年より選手会会計を務めることが発表された。
2016年には3月29日の開幕戦に登板して無失点、5月21日には開幕27試合連続登板無失点のプロ野球新記録を達成。この記録は6月7日のオリックス・バファローズ戦（京セラドーム大阪）で失点するまで、31試合に伸ばした。途中から福谷浩司の不調に伴い、抑えに転向。同年のオールスターゲームでは自身初となるファン投票による選出で、2度目の出場。11月8日、4000万円増となる推定年俸8200万円で契約を更改した。
2017年は開幕からクローザーとして34セーブを記録した。オフの契約更改では、2800万円増となる推定年俸1億1000万円で契約を更新した。
2018年2月、同年3月に侍JAPANが野球オーストラリア代表と対戦する「ENEOS　侍ジャパンシリーズ2018」で代表に初選出され、3日のナゴヤドームでの試合で救援登板した。シーズンでは、6月に鈴木博志がクローザーとなり、7月に2014年9月以来の二軍落ち、9月に一軍復帰後、再び登録抹消となった。結局シーズンでは30試合に登板し、0勝4敗15セーブ1ホールド、防御率は7.22だった。4000万円減の推定年俸7000万円で契約を更改した。
2019年は、前年からの不調が続き、プロ入り後最少となる21登板に終わった。11月25日、減額制限を超える2750万円減となる推定年俸4250万円で契約を更改した。
2020年2月のキャンプ中に右肘の違和感を訴え、右円回内筋損傷の診断を受けた。4月11日、右肘のトミー・ジョン手術を受けることを発表し、同14日に手術を受けた。同年はリハビリに専念し、プロ入り後初となるシーズン未登板となった。推定年俸は2年連続の減額制限を大きく超える、60%減の1500万円で契約を更改した。
2021年は、リハビリを終えて春季キャンプに合流した。また、4月9日に行われたオリックス戦（ナゴヤ球場）で、久しぶりにファーム公式戦に登板した。以後チームの遠征にも帯同している。7月12日の広島東洋カープ戦で、一軍昇格後初登板。7回裏にマウンドに上がり1イニングを無失点に抑えた。8月18日に国内FA権を取得した。この日の広島戦では6回二死満塁の場面で登板し、816日ぶりのホールドを挙げた。8月21日の阪神戦で5回に登板し、1472日ぶりに勝利投手となり、9月15日の広島戦から9試合連続無失点を記録した。シーズンでは22試合に登板し、2勝1敗8ホールド、防御率2.45を記録した。8月18日に取得した国内FA権を行使せず残留することが発表され、11月25日に行われた契約更改では、2000万円増の3500万円+出来高（推定）で契約を更改した。
2022年は、3年ぶりとなる開幕一軍を勝ち取った。もっとも、シーズン通算では登板数・防御率共に前年に劣る21試合、防御率4.57だった。オフの契約更改では、2021年シーズンから複数年契約を結んでいることを明かした。
2023年は、開幕一軍入りするも、5月30日の試合前練習で背中の張りを訴え、翌5月31日に登録抹消。8月23日にも右肩の違和感で登録抹消され、そのままシーズンを終えた。シーズン通算で32試合に登板し、1勝2敗10ホールド、防御率4.85を記録。11月9日、現状維持となる推定年俸3500万円で契約を更改した。
2024年は6月27日の阪神戦でシーズン初登板を果たすも、打者5人に対し一死も取れないまま被安打4、与四球1、失点4と散々な結果に終わり、29日に登録を抹消された。後に開かれた引退会見では、この時精神的にダメージを負い、プロとしての限界を感じていたという。9月16日に球団から今シーズン限りでの現役引退が発表された。10月5日のDeNA戦で引退試合が行われ、最後はかつての同僚の京田陽太を三球三振に仕留め、現役生活を終えた。

### 現役引退後
2025年も中日に残留し、二軍投手コーチを務めることが発表された。背番号は2021年につけていた木下雄介が死去して以降、準永久欠番扱いとなっていた98。背番号98を背負うことについて田島は、「自分が98をつけることで、木下のことを思い出してくれるファンがいたらいい」とコメントしている。また、木下の遺族からも了承は受けているという。

## 選手としての特徴・人物
現役時代の愛称は「タジ魔神」。
強い地肩を活かしたスリークォーターから平均球速約146km/h、最速153km/hの球質の重いストレートを投げ分ける。変化球はスラーブやSFF（高速フォーク）、シュートを投げる。2013年度からは、四死球でリズムを崩す場面が増えていたが、2015年から投球フォームをサイドスロー気味にしてからは制球が安定し、四死球も減少傾向にある。
入団1年目の2012年から2014年までの3年間、東京ドームでの防御率は0.00であったが、2015年は防御率10.13、2016年は11.57、2017年は23.14を記録し、鬼門とされており、「東京ドーム病」と称するメディアも存在する。2017年は巨人戦の地方を含むビジター戦で一度もセーブを挙げられなかった。2016年9月22日には1点リードの9回裏にギャレット・ジョーンズに逆転サヨナラ2点本塁打を、同9月27日には同点の9回裏に村田修一にサヨナラ満塁本塁打を打たれ、翌2017年4月1日の開幕2戦目には1点リードの9回裏に阿部慎之助に逆転サヨナラ3点本塁打、6月25日には1点リードの9回裏に陽岱鋼の適時打で同点に追いつかれた直後に石川慎吾の代打サヨナラ適時打を打たれ、同8月4日には1点リードの9回裏に橋本到の同点ソロ本塁打を被弾している。さらに9月5日の巨人戦（松本市野球場）では、3点リードの9回裏に登板したものの、二死から走者を出し長野久義の適時打で2点差に詰め寄られると、なおも走者一塁で途中出場の宇佐見真吾に勝利まであと1球と追い込んでから低めのスプリットを拾われ同点本塁打を被弾した。そして2019年6月1日には4点リードの6回裏無死満塁から登板した結果、クリスチャン・ビヤヌエバに初球をバックスクリーンに運ばれ同点満塁本塁打を打たれた後、阿部慎之助のプロ通算400号本塁打を献上し4点差からの逆転を許した。
イチロー杯争奪学童軟式野球大会に小学校6年生時に出場経験があり、優勝してMVPを獲得している。2012年のオフには、同大会出身のプロ野球選手として閉会式に招待され、イチローとの「再会」を果たした。
大相撲の稀勢の里寛と親交があり、2017年初場所（1月場所）に稀勢の里が優勝を決めた際にはもらい泣きをするほど感激したという。

## 詳細情報

### 年度別投手成績
| 年 度      | 球 団      | 登 板 | 先 発 | 完 投 | 完 封 | 無 四 球 | 勝 利 | 敗 戦 | セ 丨 ブ | ホ 丨 ル ド | 勝 率 | 打 者 | 投 球 回 | 被 安 打 | 被 本 塁 打 | 与 四 球 | 敬 遠 | 与 死 球 | 奪 三 振 | 暴 投 | ボ 丨 ク | 失 点 | 自 責 点 | 防 御 率 | W H I P |
| ---------- | ---------- | ----- | ----- | ----- | ----- | -------- | ----- | ----- | -------- | ----------- | ----- | ----- | -------- | -------- | ----------- | -------- | ----- | -------- | -------- | ----- | -------- | ----- | -------- | -------- | ------- |
| 2012       | 中日       | 56    | 0     | 0     | 0     | 0        | 5     | 3     | 0        | 30          | .625  | 274   | 70.2     | 50       | 1           | 17       | 0     | 3        | 56       | 2     | 0        | 10    | 9        | 1.15     | 0.95    |
| 2013       | 中日       | 50    | 2     | 0     | 0     | 0        | 5     | 10    | 0        | 12          | .333  | 286   | 64.1     | 66       | 3           | 32       | 3     | 4        | 60       | 3     | 1        | 37    | 34       | 4.76     | 1.52    |
| 2014       | 中日       | 42    | 0     | 0     | 0     | 0        | 3     | 5     | 0        | 9           | .375  | 232   | 51.0     | 47       | 5           | 29       | 2     | 4        | 55       | 3     | 0        | 35    | 29       | 5.12     | 1.49    |
| 2015       | 中日       | 64    | 0     | 0     | 0     | 0        | 4     | 6     | 9        | 16          | .400  | 316   | 75.0     | 68       | 4           | 25       | 2     | 6        | 62       | 5     | 0        | 25    | 19       | 2.28     | 1.24    |
| 2016       | 中日       | 59    | 0     | 0     | 0     | 0        | 3     | 4     | 17       | 18          | .429  | 248   | 59.0     | 50       | 5           | 25       | 1     | 3        | 61       | 5     | 0        | 16    | 16       | 2.44     | 1.27    |
| 2017       | 中日       | 63    | 0     | 0     | 0     | 0        | 2     | 5     | 34       | 6           | .286  | 249   | 62.2     | 40       | 6           | 25       | 1     | 3        | 46       | 5     | 0        | 20    | 20       | 2.87     | 1.04    |
| 2018       | 中日       | 30    | 0     | 0     | 0     | 0        | 0     | 4     | 15       | 1           | .000  | 134   | 28.2     | 30       | 4           | 18       | 3     | 2        | 13       | 3     | 0        | 23    | 23       | 7.22     | 1.67    |
| 2019       | 中日       | 21    | 0     | 0     | 0     | 0        | 0     | 1     | 0        | 5           | .000  | 91    | 21.0     | 18       | 5           | 8        | 0     | 2        | 22       | 4     | 0        | 16    | 16       | 6.86     | 1.24    |
| 2021       | 中日       | 22    | 0     | 0     | 0     | 0        | 2     | 1     | 0        | 8           | .677  | 74    | 18.1     | 15       | 0           | 6        | 0     | 0        | 22       | 1     | 0        | 5     | 5        | 2.45     | 1.15    |
| 2022       | 中日       | 21    | 0     | 0     | 0     | 0        | 0     | 0     | 0        | 1           | ----  | 97    | 21.2     | 22       | 2           | 8        | 0     | 1        | 9        | 1     | 0        | 13    | 11       | 4.57     | 1.38    |
| 2023       | 中日       | 32    | 0     | 0     | 0     | 0        | 1     | 2     | 0        | 10          | .333  | 127   | 29.2     | 24       | 3           | 17       | 0     | 1        | 31       | 0     | 0        | 16    | 16       | 4.85     | 1.38    |
| 2024       | 中日       | 2     | 0     | 0     | 0     | 0        | 0     | 0     | 0        | 1           | ----  | 6     | 0.1      | 4        | 0           | 1        | 0     | 0        | 1        | 0     | 0        | 4     | 4        | 108.00   | 15.00   |
| 通算：12年 | 通算：12年 | 462   | 2     | 0     | 0     | 0        | 25    | 41    | 75       | 117         | .379  | 2134  | 502.1    | 434      | 38          | 211      | 12    | 29       | 438      | 32    | 1        | 220   | 202      | 3.62     | 1.28    |

### 年度別守備成績
| 年 度 | 球 団 | 投手  | 投手  | 投手  | 投手  | 投手  | 投手     |
| 年 度 | 球 団 | 試 合 | 刺 殺 | 補 殺 | 失 策 | 併 殺 | 守 備 率 |
| ----- | ----- | ----- | ----- | ----- | ----- | ----- | -------- |
| 2012  | 中日  | 56    | 4     | 20    | 0     | 3     | 1.000    |
| 2013  | 中日  | 50    | 1     | 16    | 1     | 2     | .944     |
| 2014  | 中日  | 42    | 1     | 11    | 0     | 1     | 1.000    |
| 2015  | 中日  | 64    | 4     | 28    | 3     | 3     | .914     |
| 2016  | 中日  | 59    | 3     | 18    | 0     | 0     | 1.000    |
| 2017  | 中日  | 63    | 3     | 15    | 0     | 2     | 1.000    |
| 2018  | 中日  | 30    | 1     | 9     | 0     | 1     | 1.000    |
| 2019  | 中日  | 21    | 2     | 2     | 0     | 0     | 1.000    |
| 2021  | 中日  | 22    | 2     | 3     | 0     | 0     | 1.000    |
| 2022  | 中日  | 21    | 5     | 6     | 0     | 0     | 1.000    |
| 2023  | 中日  | 32    | 1     | 8     | 0     | 0     | 1.000    |
| 2024  | 中日  | 2     | 0     | 0     | 0     | 0     | .---     |
| 通算  | 通算  | 462   | 27    | 136   | 4     | 12    | .976     |

### 表彰
- ヤナセ・がんばれドラゴンズMIP賞：1回（2012年）[51]

### 記録
初記録
投手記録
- 初登板：2012年3月31日、対広島東洋カープ2回戦（ナゴヤドーム）、8回表に3番手で救援登板、1回無失点
- 初奪三振：同上、8回表にニック・スタビノアから空振り三振
- 初勝利：2012年4月14日、対阪神タイガース2回戦（阪神甲子園球場）、3回裏に2番手で救援登板、4回0/3を1失点（自責点0）
- 初ホールド：2012年4月21日、対広島東洋カープ5回戦（MAZDA Zoom-Zoom スタジアム広島）、6回裏に2番手で救援登板、3回無失点
- 初先発：2013年7月2日、対広島東洋カープ10回戦（豊橋市民球場）、6回3失点7奪三振で勝敗つかず
- 初セーブ：2015年7月11日、対広島東洋カープ12回戦（ナゴヤドーム）、9回表に3番手で救援登板・完了、1回無失点

打撃記録
- 初打席：2012年4月7日、対東京ヤクルトスワローズ2回戦（ナゴヤドーム）、2回裏に村中恭兵から空振り三振[52]

節目の記録
- 100ホールド：2021年9月7日、対広島東洋カープ18回戦（MAZDA Zoom-Zoom スタジアム広島）、7回裏に2番手として救援登板、1/3回無失点 ※史上36人目[53]

その他の記録
- 新人の10試合連続ホールド ※西舘勇陽と並びプロ野球タイ記録
- 1球勝利：2013年8月31日、対読売ジャイアンツ20回戦（東京ドーム）、6回裏に矢野謙次を左飛 ※史上34人目
- イニング最多与死球：2014年7月4日、対読売ジャイアンツ10回戦（東京ドーム）、7回裏に村田修一、レスリー・アンダーソン、長野久義に3連続与死球 ※日本記録
- 1イニング3者連続与死球：同上 ※日本記録（望月卓也（ロッテ・オリオンズ）が1979年に日本ハムファイターズ戦で記録して以来2人目）[10]
- 開幕からの登板機会連続無失点：2016年3月29日 - 6月6日、31試合 ※セ・リーグ記録
- オールスターゲーム出場：2回（2012年、2016年）

### 背番号
- 45（2012年[6] - 2013年）
- 12（2014年[6] - 2024年）
- 98（2025年[42] - ）

### 代表歴
- ENEOS 侍ジャパンシリーズ2018「日本 vs オーストラリア」